# كريميناجا
كريميناجا، هو كومونا (البلدية) في مقاطعة فاريزي في إيطالي منطقة لومباردي، تقع على بعد حوالي 60 كيلومتر (37 ميل) شمال غرب ميلانو وحوالي 20 كيلومتر (12 ميل) شمال فاريزي ،على الحدود مع سويسرا. اعتبارًا من 31 ديسمبر 2004، كان عدد سكانها 780 نسمة ومساحتها 4.6 كيلومتر مربع (1.8 ميل2)
بلدية كريميناجا تحتوي على فراتسيوني (التقسيمات الفرعية، وذلك أساسا القرى والنجوع) ساسو ديل كاستيلو، ميرابيلو، كامبانيا، مونتي الخاص سيتي تيرميني (انا بيدلوني),و كاسينا بورسو.
تقع كريميناجا على حدود البلديات التاليه كاديجليانو فيكوناجو كوجليت،لويتو ،فابياسكو،لوينو، مونتيجيو (سويسرا) مونتيغرينو فالترافاليا .